# Paju-eup
Paju-eup (koreanska: 파주읍) är en köping i kommunen Paju i provinsen Gyeonggi i den nordvästra delen av Sydkorea, 33 km norr om huvudstaden Seoul.
Trots att köpingen har samma namn som kommunen ingår den inte i kommunens centralort.